# フレイヤ (猫)
フレイヤ（英語: Freya、2009年4月 - 2022年8月4日）は、イギリスの元財務大臣ジョージ・オズボーンの家族が飼っているメスのトラ猫。
ノッティング・ヒルのオズボーン家で飼われていたが、生後数か月で行方が分からなくなり、当時一家がロンドン西部を捜索したものの発見できなかったため、死亡したか行方不明になったものとされていた。2012年6月にオズボーン夫人のところに電話があって生存が確認されてオズボーン家で再度暮らすことになり、2012年9月にはラリーと共に首相官邸ネズミ捕獲長に就任した。2014年11月に引退し、その後はケントで余生を過ごしていた。2022年8月4日に死去した。

## 生い立ち
フレイヤは、イギリスの元財務大臣ジョージ・オズボーンと妻、子供二人の家族が飼っているトラ猫である。
2009年、生後数か月であったフレイヤはノッティング・ヒルのオズボーン家から突如姿を消した。一家はロンドン西部を探し、ポスター貼りもしてフレイヤの行方を追ったが見つけることはできず、諦めて、フレイヤは行方不明になったか死んでしまったものと考えていた。
ところが、2012年6月の初め、オズボーンの妻フランシスのところに一本の電話がかかってきた。それによるとフレイヤは生きており、一家がかつて住んでいたノッティング・ヒル邸宅の近くの庭にいるという。なんと、フレイヤは、近隣住民にエサをもらい世話をしてもらいながら生き延びていたのであった。
フレイヤを首相官邸（ダウニング街10番地）に連れ帰ったオズボーン一家は、フレイヤにキャメロン家の猫、ラリーを紹介した。財務省報道官のコメントによれば「（フレイヤは）一家やスタッフ、そしてラリーともうまくやっている」。またフレイヤは、単独での外出および周辺を探検することも許可された。

## 職歴
2012年9月16日付のザ・ピープル (The People)紙ナイジェル・ネルソン記者の記事により、デーヴィッド・キャメロン英首相が首相官邸ネズミ捕獲長のラリーをクビにし、新たにフレイヤをネズミ捕獲長に任命したことが明らかとなった。記事では解任の理由を「キャメロン首相がラリーの怠惰さにうんざりしたため」としている。ラリーは最初にネズミを捕まえるまで半年もかかっており、さらにデイリー・メール紙では最初の一匹以降まったくネズミを捕まえていないことも指摘された。
ネルソン記者の記事では、キャメロン首相は9月13日、ラリーが椅子から降りずにネズミを追いかけるのを拒否した際に解任を決断したとされており、決断の経緯が次のように説明されている。「キャメロン氏が官邸の執務室で、彼の椅子でラリーが昼寝しているのを見つけた時、ネズミが部屋を横切った。キャメロンはラリーを起こして自分の仕事をさせようとしたのだが、ラリーは片目を開けただけでまったく動こうとしなかった。」
キャメロン首相は、フレイヤは「よりタフ」で「路地裏にも詳しい"捕食者"」であるとみなし、フレイヤにダウニング街10番地、11番地、12番地をパトロールする役目を与えた。報道によればフレイヤはラリーよりも有能で、ネズミ捕獲者としての実力もあったとされ、その理由は野良猫時代に「鍛えられた」からだとされている。一方デイリー・メール紙は、フレイヤとラリーは互いの感情を傷つけないよう「ジョブ・シェアリング（職務を共有）」すると報道した。

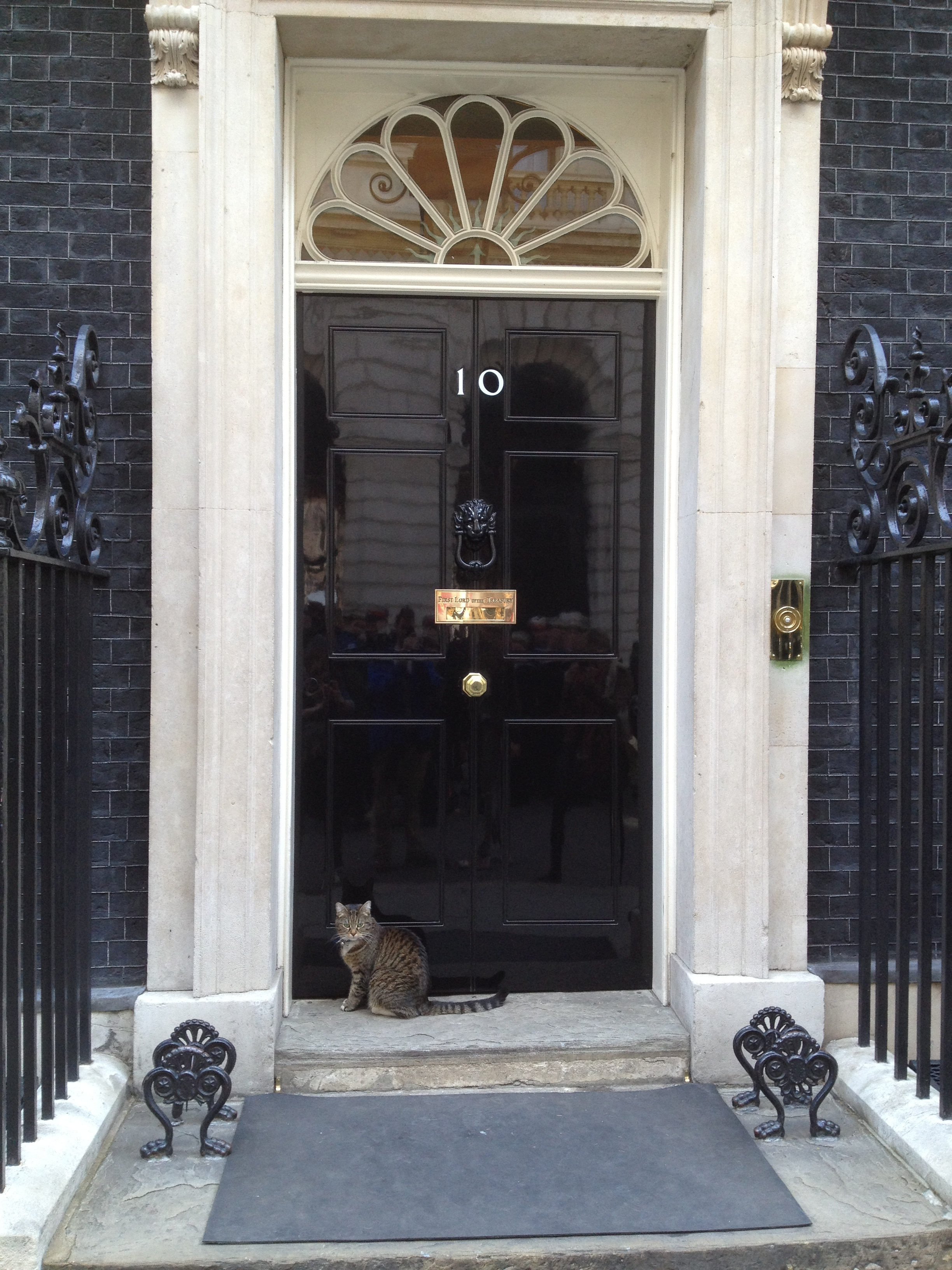
ダウニング街10番地のフレイヤ

フレイヤは、英国政府がネズミ鎮圧のために雇用している10万匹の猫の一員となった。2012年10月16日、10番地路上でフレイヤとラリーが喧嘩し、仲裁のため警察が出動する騒ぎが起きた。デイリー・テレグラフ紙のローザ・プリンス記者によるとフレイヤは「最高の勝負をした」。首相報道官はフレイヤとラリーは「共存」可能であるとしながら、今後この二匹の猫の"遊び"についてはもうコメントしないとした。
2014年5月、フレイヤはダウニング街から1マイルほど離れた場所でうろついているところを保護され、チャリティワーカーによって連れ戻された。2014年8月には、ホワイトホール路上で車に撥ねられ獣医の治療を受けた。飼い主ジョージ・オズボーンはフレイヤを助けてくれた人に対して「大変ありがたく思う」と深く感謝の意を示した。
こうした出来事があった後、フレイヤは思いのままにうろつくことができるようにと、首相官邸ネズミ捕獲長を退任しロンドン南東にある「イングランドの庭園」ケント地域へと移住した。